# Marmorerad gräsgroda
Marmorerad gräsgroda (Hyperolius marmoratus) är en groda från Afrika som tillhör släktet Hyperolius och familjen gräsgrodor.

## Utseende
En groda med mycket skiftande utseende; färgen varierar från ljusgrön, gul, ljusbrun, mörkbrun eller svart, och mönstret från streck, fläckar till ett mera marmorerat utseende. Unga årshanar förefaller att vara enfärgat bruna. Tårna har förstorade tådynor som hjälp för klättrande, huvudet är tämligen brett med en horisontell pupill. Grodan har en längd av mellan 3 och 4 cm. 
Grodynglen är bruna med fläckiga fenor och en svart spets på stjärtfenan.

## Utbredning
Den marmorerade gräsgrodan finns i sydvästra Afrika från norra Moçambique via östra Malawi och östra Zimbabwe till södra och östra Sydafrika inklusive Swaziland. På grund av osäkerheten i denna och liknande Hyperolius-arters taxonomiska ställning är det möjligt att arten även finns i Botswana, Lesotho och Tanzania, något som föreslagits av bland andra den danske forskaren Arne Schiøtz, som betraktar vissa former av Hyperolius viridiflavus som underarter till denna art.  Alla forskare håller dock inte med.

## Vanor
Grodan är en marklevande art som lever på savanner, ängsmarker och buskskog i närheten av vattendrag, i vegetationsbältet i kanten av sankmarker, på odlade marker, i trädgårdar och städer. Under dagen sitter den gärna och solar på växtstjälkar eller rör sig bland trädkronorna. Under regntiden uppsöker den gärna tillfälliga vattensamlingar i låglänta områden. Arten är inaktiv under torrtiden, och kan då gömma sig under trädstammar och stenar. Det förekommer också att den söker sig till mänskliga bostäder, där den kan söka skydd i förvaringsutrymmen, bakom tavlor och i toalettcisterner,
Den livnär sig framför allt på små insekter. Dess predation på bladloppan (Diaphorina citri), som sprider en svår sjukdom till citrusträd, gör den till ett nyttigt djur ur mänsklig synvinkel. I fångenskap har arten blivit nästan 5 år gammal.

### Fortplantning
Parning och larvutveckling sker i vanligtvis permanenta vattensamlingar. Den vanligaste tiden är oktober till februari, även om hanarna kan ropa efter honor efter regnväder under hela året. Hanarna bildar revir, som de försvarar mot andra hanar genom att sparkas. Amplexus, parningsomfamningen, som honan tar initiativet till efter det hon lockats av hanens sång, varar i flera timmar. Under denna lägger honan 150 till 600 ägg i klumpar om ungefär 20, som fäster sig vid växtlighet under vattnet. Äggen kläcks efter mindre än en vecka, och grodynglen förvandlas efter 64 till 100 dagar.

## Status
Den marmorerade gräsgrodan är klassificerad som livskraftig ("LC") av IUCN och populationen är stabil. IUCN har inte registrerat några hot mot den. Vissa forskare betraktar dock skogsavverkning, utdikning och annan torrläggning som potentiella faror, även om de inte betraktar dem som några hot i dagsläget.